# Гёттингенская семёрка
Гёттингенская семёрка (нем. Göttinger Sieben) — группа профессоров Гёттингенского университета, выступивших в 1837 г. с протестом против отмены Конституции королевства Ганновер, и вследствие этого отставленных от службы и высланных из страны.

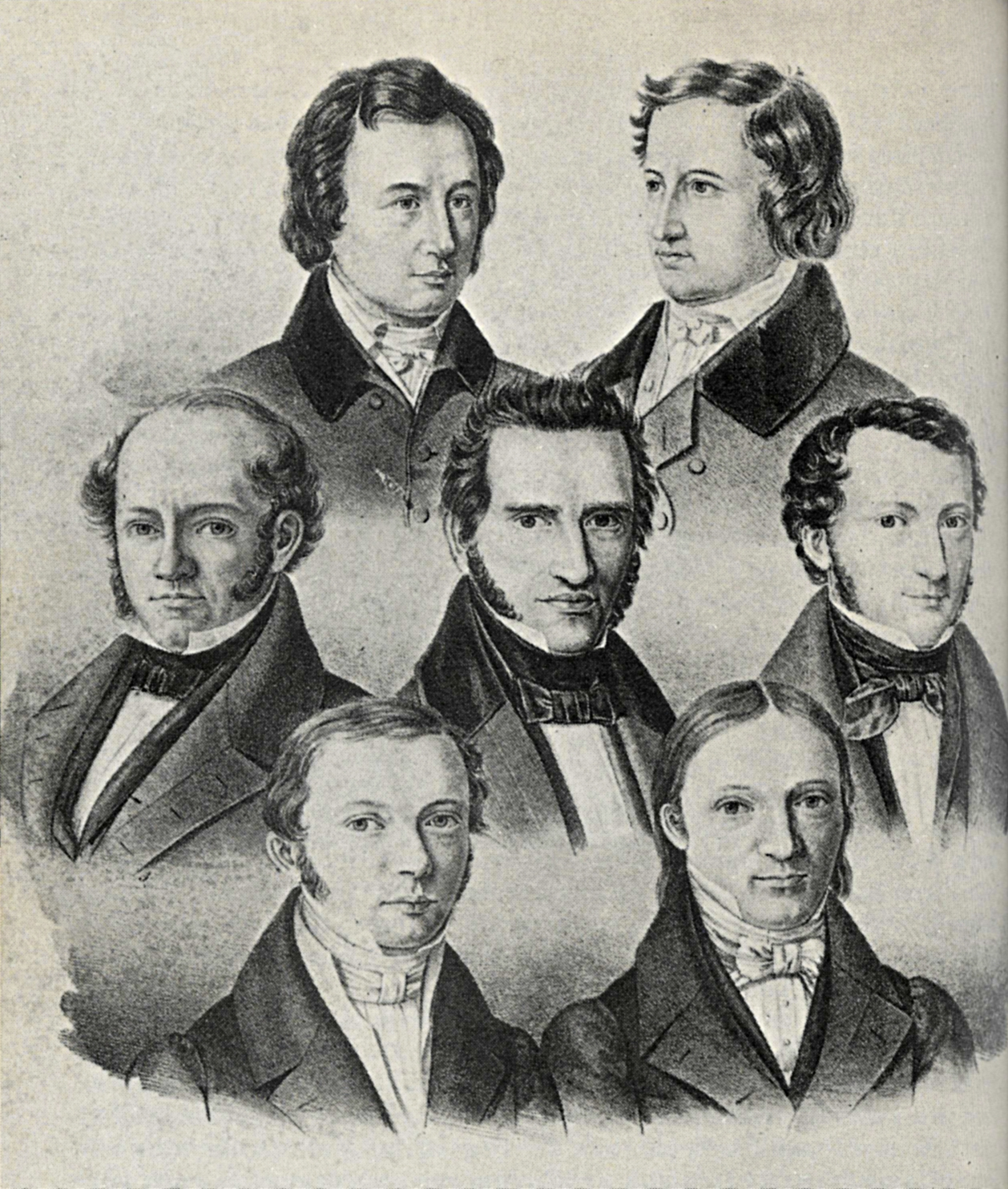
Гёттингенская семёрка: (1) Вильгельм Гримм (2) Якоб Гримм(3) Вильгельм Эдуард Альбрехт (4) Фридрих Христоф Дальманн (5) Георг Готфрид Гервинус (6) Вильгельм Эдуард Вебер (7) Генрих Георг Август Эвальд

## Участники
- Альбрехт, Вильгельм Эдуард (нем. Wilhelm Eduard Albrecht, 4 марта 1800, Эльбинг — 22 мая 1876, Лейпциг) — специалист по государственному праву, один из основателей конституционализма; в 1837 г. доцент университета.
- Вебер, Вильгельм Эдуард (нем. Wilhelm Eduard Weber, 24 октября 1804, Виттенберг — 23 июня 1891, Гёттинген) — физик, специалист в области электродинамики; в 1837 г. ординарный профессор университета.
- Гервинус, Георг Готфрид (нем. Georg Gottfried Gervinus, 20 мая 1805, Дармштадт — 18 марта 1871, Гейдельберг) — историк и либеральный политик, основатель газеты «Deutschen Zeitung»; в 1837 г. ординарный профессор университета.
- Гримм, Вильгельм (нем. Wilhelm Grimm, 24 февраля 1786, Ханау — 16 декабря 1859, Берлин) — филолог-германист; в 1837 г. экстраординарный профессор университета.
- Гримм, Якоб (нем. Jacob Ludwig Karl Grimm, 4 января 1785, Ханау — 20 сентября 1863, Берлин) — филолог-германист; в 1837 г. экстраординарный профессор университета.
- Дальманн, Фридрих Христоф (нем. Friedrich Christoph Dahlmann, 13 мая 1785, Висмар — 5 декабря 1860, Бонн) — историк и государственный деятель, соавтор Конституции Паульскирхе; в 1837 г. ординарный профессор университета.
- Эвальд, Генрих Георг Август (нем. Heinrich Georg August Ewald, 16 ноября 1803, Гёттинген — 4 мая 1875, Гёттинген) — один из виднейших ориенталистов XIX в., специалист в области гебраистики, иудаики и арабской филологии; в 1837 г. ординарный профессор университета.

## Конфликт

### Предыстория

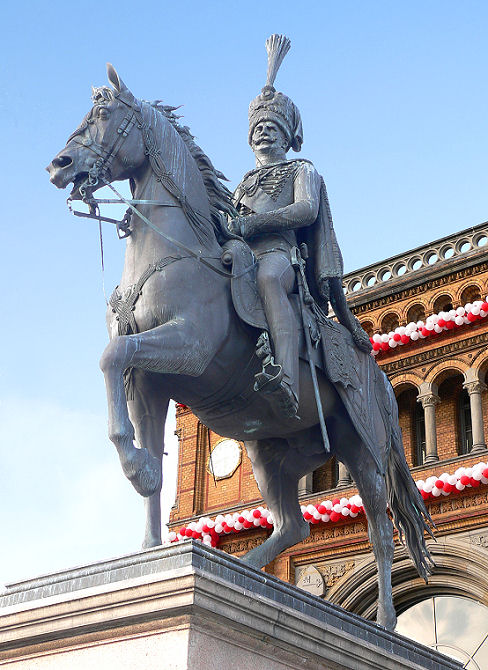
Эрнст Август I. Памятник в Ганновере

В 1833 г. указом Вильгельма IV в королевстве Ганновер вступил в силу «Основной закон государства», составленный двумя годами ранее группой юристов под руководством гёттингенского доцента Фридриха Дальманна. Смерть короля, последовавшая 20 июня 1837 г., означала естественное прекращение 123-летней личной унии между курфюршеством Ганновер и Британской империей. Ганноверский трон занял брат покойного короля, Эрнст Август I. Одним из первых мероприятий нового короля стала декларация от 5 июля, отменявшая конституцию 1833 г. — «Основной закон государства» .

### Суть конфликта
Фридрих Дальманн, как гражданин и соавтор конституции, был возмущён действиями нового правительства и составил «Протест», предложив его на обсуждение своим коллегам по Гёттингенскому университету. Он внёс в университетский Сенат предложение направить в Ганновер официальный протест. Однако, абсолютное большинство членов Сената — 41 человек — отклонили это предложение по причине его «несвоевременности»: дело в том, что одновременно Гёттингенский университет торжественно отмечал столетие со дня своего открытия; многие коллеги Дальманна, бывшие членами Сената, разделяли его гражданскую позицию, но просили повременить, чтобы не нанести ущерба важным для университета торжествам . Лишь шесть его коллег сочли, что при таком раскладе время для протеста будет упущено, и антиконституционные действия нового правительства станут необратимы. Документ был подписан их именами и опубликован.

### Ответные меры правительства

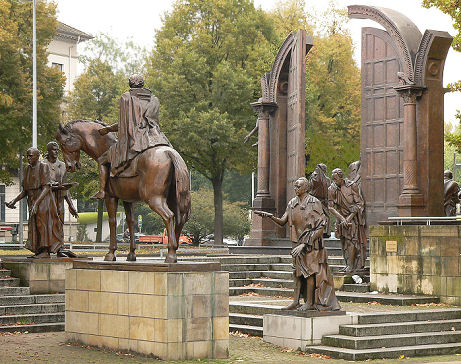
Гёттингенская семёрка. Памятник перед ландтагом Ганновера

Новый король прибег к суровым ответным мерам. Будучи профессорами, участники «Гёттингенской семёрки» не подлежали юрисдикции общегражданского суда, а потому, согласно требованию монарха, 4 декабря предстали перед судом университетским. Заседатели стояли перед сложным выбором: взять своих коллег под защиту означало открыто выступить против Эрнста Августа I, вынести обвинительный приговор означало пренебречь корпоративной университетской солидарностью и поступиться университетскими привилегиями. Дискуссия заняла 10 дней, и согласно постановлению университетского суда от 14 декабря все семеро подсудимых были отставлены от службы . Это означало, что они утратили иммунитет перед коронным судом, и король мог назначить им наказание. В своём рескрипте Эрнст Август объявил:
Составители протеста заявили в нём о неподчинении Нам, как своему законному государю и хозяину. Своими заявлениями упомянутые профессора, которые, кажется, совершенно не понимают, что Мы являемся единственным сюзереном и что служебная присяга должна приноситься только Нам, и никому другому, и тем самым только мы одни обладаем правом полностью или частично освобождать от неё, окончательно расторгли те служебные отношения, в которых мы до сих пор находились; в связи с этим их отстранение от доверенных им государственных преподавательских постов в университете Гёттингена может рассматриваться лишь как неизбежное следствие. По священной, возложенной на Нас божественным провидением обязанности Мы не можем позволить людям, приверженным таким принципам, занимать далее доверенные им весьма влиятельные места профессоров, с полным правом опасаясь постепенного и неуклонного подрыва основ государства.
Фридриху Дальманну, Георгу Гервинусу и Якобу Гримму было предписано в трёхдневный срок покинуть территорию королевства Ганновер, их высылка из страны объявлялась пожизненной. Эта мера вызвала волну протестов по всей Германии: из различных регионов страны ганноверскому правительству и гёттингенскому университетскому сенату сыпались полные возмущения письма и петиции, а жители Гёттингена инициировали сбор пожертвований в пользу уволенных профессоров и собрали весьма крупную сумму. Репутация Гёттингенского университета была надолго подорвана в глазах немецкой и европейской общественности .

### В изгнании
Хотя покинуть Ганновер было предписано только троим участникам, в скором времени страну покинула вся "Гёттингенская семёрка". Материальные трудности, связанные с отсутствием у изгнанников какого бы то ни было источника дохода, компенсировались помощью "гёттингенских союзов", организованных энтузиастами в поддержку опальных профессоров во многих городах Германии (крупнейшие в городах Йена, Марбург, Берлин, Лейпциг). Однако, на присылаемые единомышленниками деньги невозможно было существовать всё время, изгнанные профессора искали новых должностей. Из всех немецких государств официальное приглашение сделал только молодой король Саксонии Фридрих Август II. Его приглашением воспользовались Вильгельм Альбрехт и Вильгельм Вебер. Под давлением общественности в течение последующего после выступления года все его участники получили почётные приглашения к новым должностям. Генрих Эвальд получил кафедру восточных языков в университете Тюбингена. Фридрих Дальман получил кафедру права в Боннском университете. Георг Гервинус получил новую кафедру германистики в Гейдельберге. Братья Гримм поначалу удалились в родной Кассель к младшему брату Людвигу Эмилю, но затем были приглашены в Берлин, где получили должности ординарных профессоров при университете и действительных членов Берлинской академии наук .